# Jacob A. Frenkel
Prof. Jacob Aharon Frenkel (hebrejsky: יעקב אהרן פרנקל, Ja'akov Aharon Frenkel; * 1943) je americko-izraelský ekonom a obchodník. V letech 1991 až 2000 byl guvernérem Izraelské centrální banky a od roku 2009 je předsedou JPMorgan Chase International. V červnu 2013 premiér Netanjahu a ministr financí Lapid potvrdili, že se Frenkel vrátí do čela izraelské centrální banky poté, co stávajícímu guvernérovi Stanleymu Fischerovi skončí funkční období.

## Biografie
Narodil se v Tel Avivu v britské mandátní Palestině. Vystudoval bakalářský obor ekonomie a politologie na Hebrejské univerzitě v Jeruzalémě a magisterský a doktorský obor ekonomie na Chicagské univerzitě. V letech 1973 až 1987 byl členem akademické obce univerzity a v roce 1987 byl jmenován David Rockefeller Professor of International Economics.
V letech 1987 až 1991 působil ve funkci ředitele výzkumu Mezinárodního měnového fondu. Mezi lety 1991 a 2000 byl guvernérem Izraelské centrální banky a v letech 2000 až 2004 předsedou Merrill Lynch International.
Mimo svou funkci v JPMorgan Chase International též působí jako předseda washingtonské ekonomické organizace Group of Thirty. Je členem představenstva Lowe's Companies, Inc. a od srpna 2007 je členem poradní rady izraelské biotechnologické společnosti BrainStorm Cell Therapeutic, Inc. Je rovněž místopředseda American International Group.

## Ocenění
V roce 2002 mu byla udělena Izraelská cena za ekonomii. Izraelská cena je udílena od roku 1953 a patří mezi nejvyšší izraelská státní vyznamenání.

## Dílo
- Current Problems of the International Monetary System: Reflections on European Monetary Integration. Weltwirtschaftliches Archiv 111 (No. 2, 1975): 216-221.